# Wyścig samochodowy
Wyścig samochodowy – określony z góry ustalonymi przepisami wyścig, w którym biorą udział zawodnicy, ścigający się po torze wyścigowym samochodami wyścigowymi określonego w przepisach typu. Termin ten obejmuje wszystkie zawody polegające na prowadzeniu pojazdu czterokołowego w przeznaczonym do tego miejscu i jak najszybszym osiągnięciu linii mety.
Pierwszy wyścig samochodowy odbył się 22 lipca 1894 roku na drogach między Paryżem a Rouen (126 km). Do wyścigu tego zostały zarejestrowane 102 pojazdy, w tym 39 napędzanych na parę, 38 z silnikiem benzynowym, 5 napędzanych elektrycznie, 5 wykorzystujących sprężone powietrze i jeden pojazd z mechanizmem sprężynowym. 15 samochodów osiągnęło linię mety, a zwycięstwo w swoim samochodzie parowym odniósł hrabia Albert Jules de Dion. Za pierwszą serię wyścigową uznaje się Puchar Gordona Bennetta, ponieważ właśnie w nim po raz pierwszy wprowadzono regulacje dotyczące wagi samochodów, napędu, wyposażenia. Grand Prix Francji 1906 było pierwszym wyścigiem  złożonym z kilku okrążeń po wyznaczonym zamkniętym torze.
Istnieje bardzo wiele międzynarodowych i narodowych mistrzostw i serii wyścigowych. Każda z nich wyróżnia się własnymi regulacjami sportowymi i technicznymi.

## Formuły wyścigowe

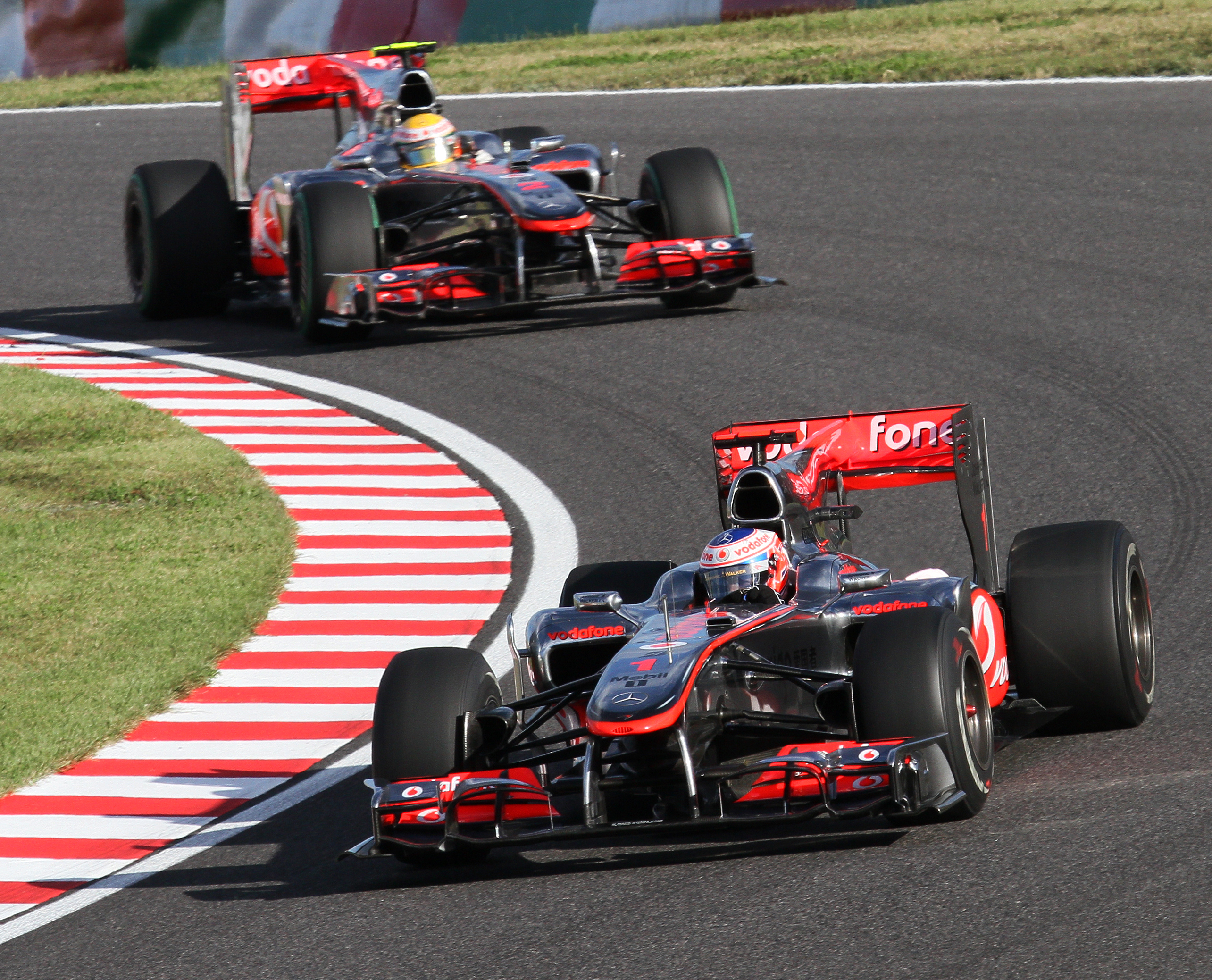
Wyścig Formuły 1

Do Formuł wyścigowych zalicza się różne serie wyścigowe charakteryzujące się głównie jednomiejscowymi samochodami o otwartym nadwoziu. Najbardziej znaną jest Formuła 1. Już przed II wojną światową organizowano wyścigi Grand Prix, w ramach których prowadzono również Mistrzostwa Europy AIACR (1931-1932, 1935-1939) oraz Mistrzostwa Świata Konstruktorów (1925-1927). W Ameryce Północnej najwyższą formułą jest IndyCar Series, a wcześniej Champ Car. Istnieje wiele formuł narodowych opierających się na przepisach FIA dla Formuły 3 i Formuły 4.
Inne formuły wyścigowe określa się mianem Formuł Marki, w których wykorzystywany jest tylko jeden typ pojazdu określony przez producenta. Najczęściej nazwy takich formuły pochodzą do nazwy producenta (Formuła Renault, Formuła BMW, Formuła Ford itd.).

## Wyścigi samochodów turystycznych

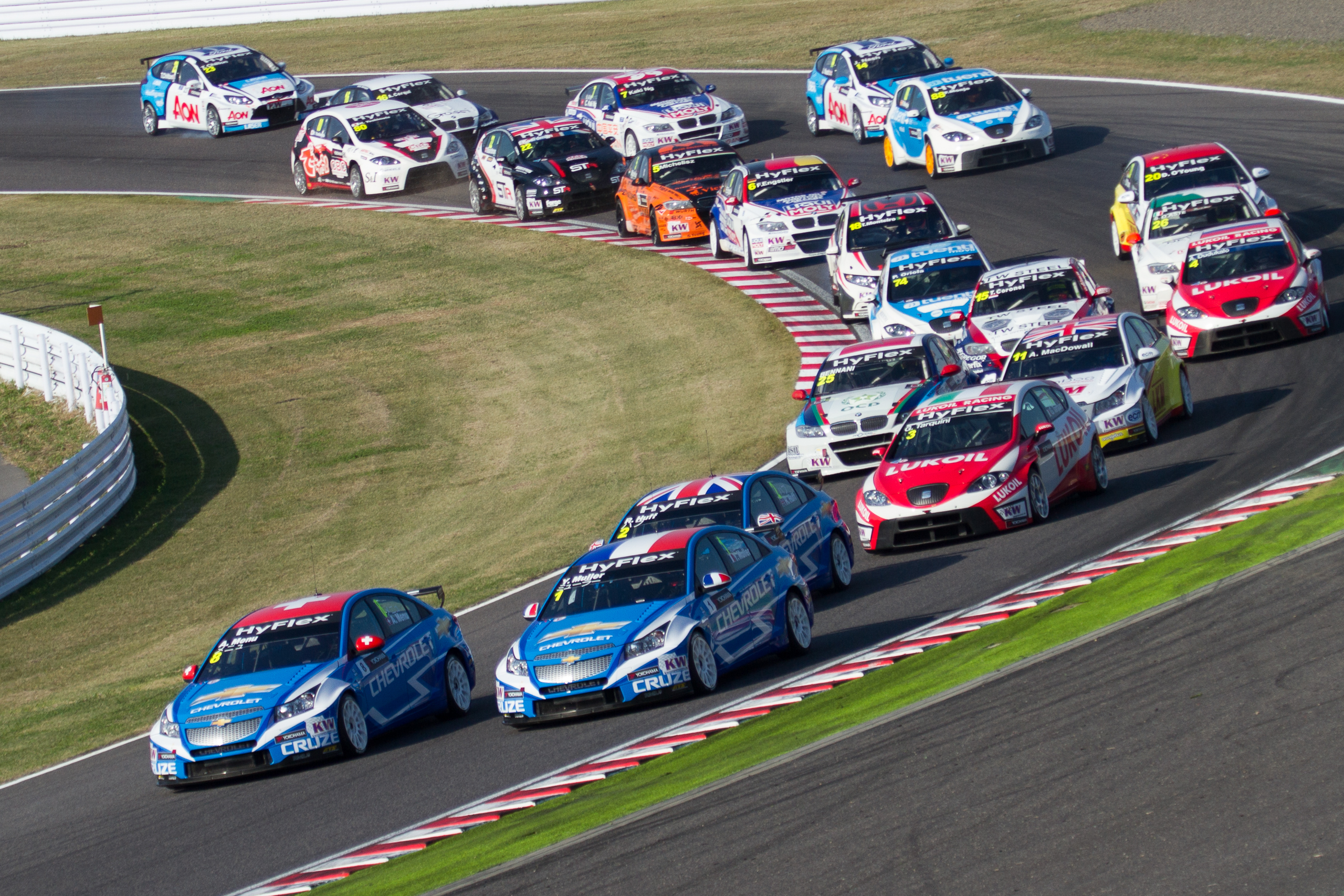
Wyścig WTCC

Tytułem samochodów turystycznych określa się samochody używane głównie w większych seriach, powstałe poprzez dostosowanie karoserii, silnika i podwozia samochodów produkcyjnych do wyścigów samochodowych. Od 2005 roku rozgrywane są Mistrzostwa Świata Samochodów Turystycznych (WTCC), które zastąpiły dawne Mistrzostwa Europy Samochodów Turystycznych (ETCC). Na podobnych regulacjach jak WTCC rozgrywane są w Europie wyścigi serii krajowych i ponadkrajowych, takich jak British Touring Car Championship (BTCC), Deutsche Tourenwagen Masters (DTM), European Touring Car Cup i Scandinavian Touring Car Championship (STCC). Na kontynencie australijskim najwyższą serią wyścigów samochodów turystycznych jest V8 Supercars, a w Ameryce Północnej Trans-Am Series organizowana przez Sports Car Club of America (SCCA).
Istnieją również, głównie w Stanach Zjednoczonych, serie o mniej restrykcyjnych regulacjach technicznych (najczęściej opartych na Grupie N) oraz o mniejszych kosztach. Samochody w takich seriach niewiele różnią się od samochodów produkcyjnych, dlatego wyścigi takich serii określane się mianem wyścigów samochodów produkcyjnych.
W 2014 roku została utworzona seria TCR International Series, a jej inauguracja to sezon 2015.

## Wyścigi samochodów sportowych

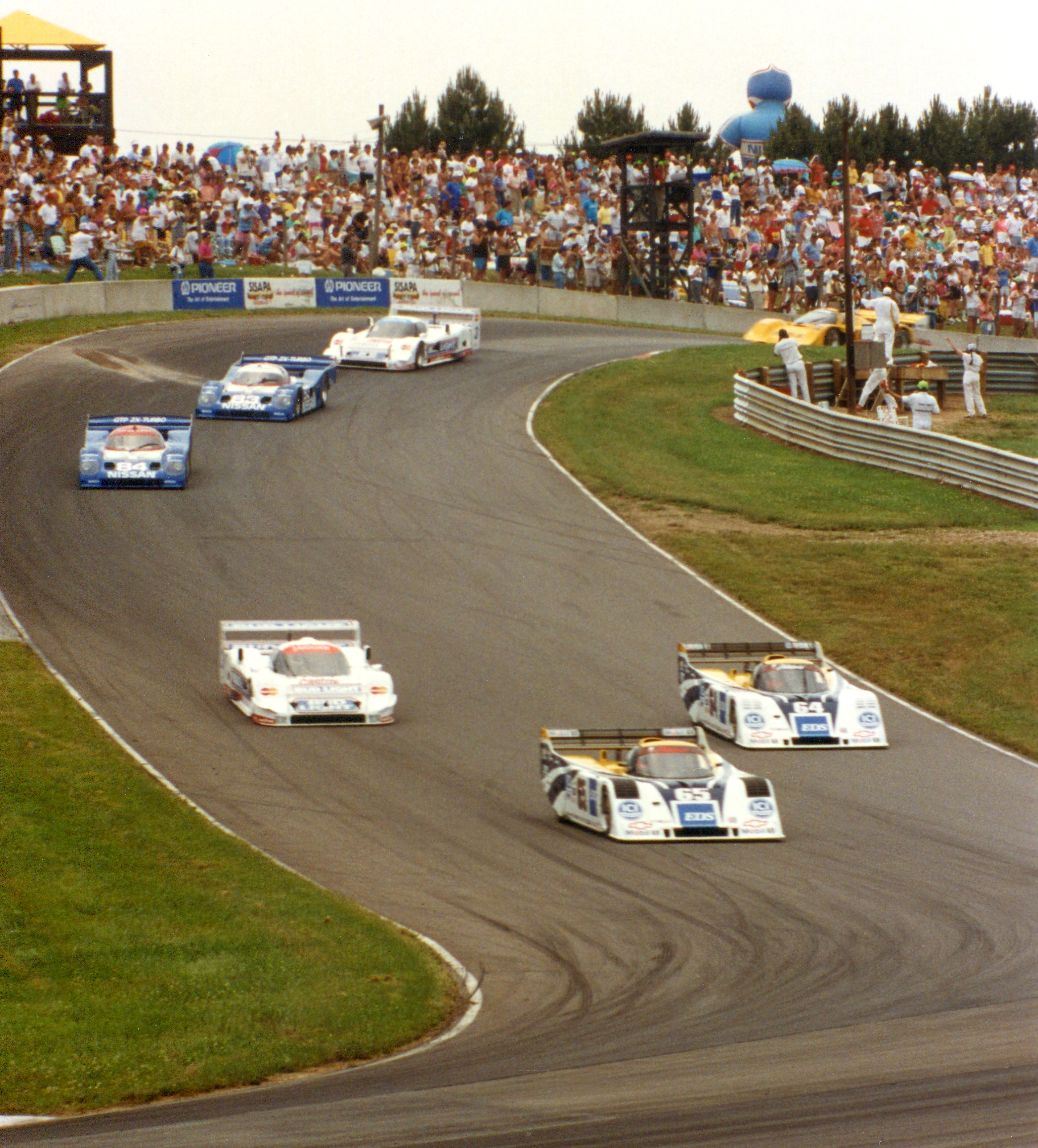
Wyścig IMSA

Wyścigi samochodów sportowych są formą sportów samochodowych, w których stosowane są prototypy wyścigowe oraz samochody grand tourer (GT). Prototypy to samochody najczęściej z zamkniętym kokpitem, które od bolidów formuły różnią się głównie dwoma miejscami siedzącymi oraz nadkolami. Samochody grand tourer to najczęściej przystosowane do wyścigów komercyjne samochody sportowe, przygotowane do jazdy na długich dystansach. Zarówno prototypy, jak i GT są podzielone na klasy według ustalonych regulacji. W większości serii wyścigów samochodów sportowych, prototypy i samochody GT ścigają się wspólnie, a wyniki liczone są według klas. Tak jest w wyścigach długodystansowych, jak 24-godzinny wyścig Le Mans oraz w innych wyścigach zaliczanych do klasyfikacji FIA World Endurance Championship, European Le Mans Series, czy United SportsCar Championship. Jednak istnieją odrębne serie dla samochodów GT, takie jak FIA GT1 World Championship, FIA GT3 European Championship i GT4 European Cup (dawniej FIA GT Championship). Wyścigi samochodów sportowych mają długą historię, niewiele krótszą niż formuły wyścigowe. Przedwojenne Targa Florio, Mille Miglia i inne są uznawane za wyścigi samochodów sportowych ze względu na obecność mechanika w samochodzie oraz dłuższy dystans niż dystans wyścigów Grand Prix. Po II wojnie światowej, w 1953 roku utworzono Mistrzostwa Świata Samochodów Sportowych, które można utożsamiać z dzisiejszym FIA World Endurance Championship.

## Wyścigi samochodów jednej marki
Do tej grupy zalicza się serie wyścigowe i pojedyncze wyścigi, w których wykorzystywane są wyłącznie samochody jednego producenta lub nawet wyłącznie jeden model samochodu. Niektóre z tych serii można zaliczyć do innych grup (tak jest na przykład z formułami wyścigowymi, takimi jak Formuła Renault czy Formuła BMW), a inne nie, głównie ze względu na regulacje sportowe. Przykładowo wyścigi Porsche Supercup, wykorzystujące samochód GT (obecnie Porsche 911 GT3), są krótkie – brakuje wyścigów długodystansowych. Innymi seriami tego typu są Mini 7 Championship, Radical European Masters, Kumho BMW Championship, Renault Clio Cup, John Cooper Mini Challenge i MaX5 Racing Championship.

## Wyścigi Stock car

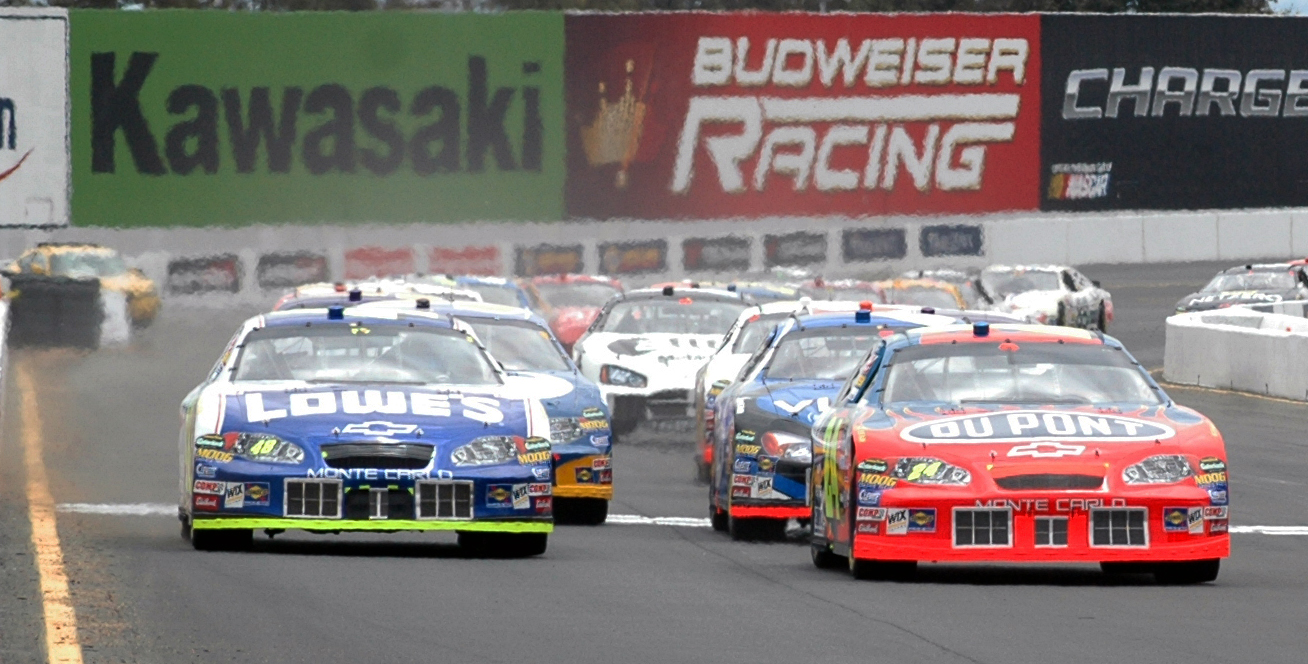
Wyścig NASCAR

Wyścigi Stock car to najbardziej popularna forma wyścigów samochodowych w Ameryce Północnej Charakteryzują się ona głównie owalnym torem wyścigowym oraz samochodami przypominającymi samochody produkcyjne. Największym organem wyścigów Stock car jest NASCAR (ang. National Association for Stock Car Auto Racing), zaś za główną serię uznaje się NASCAR Cup Series. Innymi seriami NASCAR są Xfinity Series i Camping World Truck Series (wyścigi samochodów typu Pick-up). W Stanach Zjednoczonych są również rozgrywane wyścigi Stock car organizowane przez ARCA (ang. Automobile Racing Club of America). W Europie najbardziej znaną serią Stock Car jest również seria prowadzona przez NASCAR Whelen Euro Series. Tu jednak wyścigi głównie odbywają się na torach znanych z innych serii wyścigowych (nie owalnych).

## Wyścigi górskie

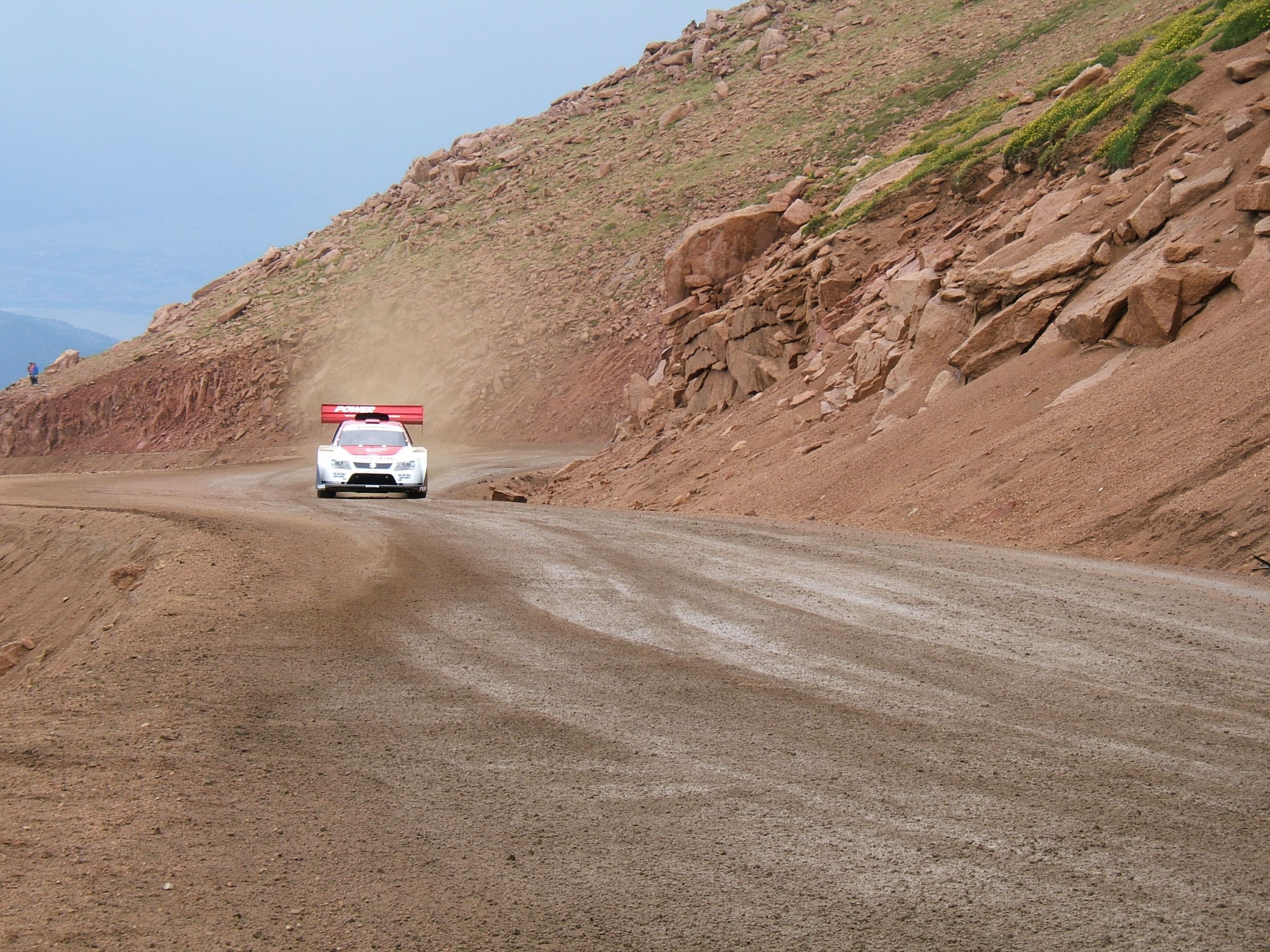
„Wyścig do chmur”

Wyścigi górskie to wyścigi polegające na indywidualnej jeździe na czas na stromym wzniesieniu o wystarczająco dużej różnicy wysokości. Od 1957 roku organizowane są Mistrzostwa Europy w Wyścigach Górskich, w których ścigają się zarówno samochody turystyczne, jak i samochody sportowe, a także bolidy wyścigowe. Poza tym istnieje wiele serii narodowych, w tym w Polsce (od 1998 roku). Najbardziej znanym pojedynczym wyścigiem jest „Wyścig do chmur” (en. Race to the Clouds) w Kolorado. Większość wyścigów odbywa się na powierzchni asfaltowej, jednak W Stanach Zjednoczonych, Szwecji i Norwegii stosowana jest również nawierzchnia szutrowa.

## Rallycross

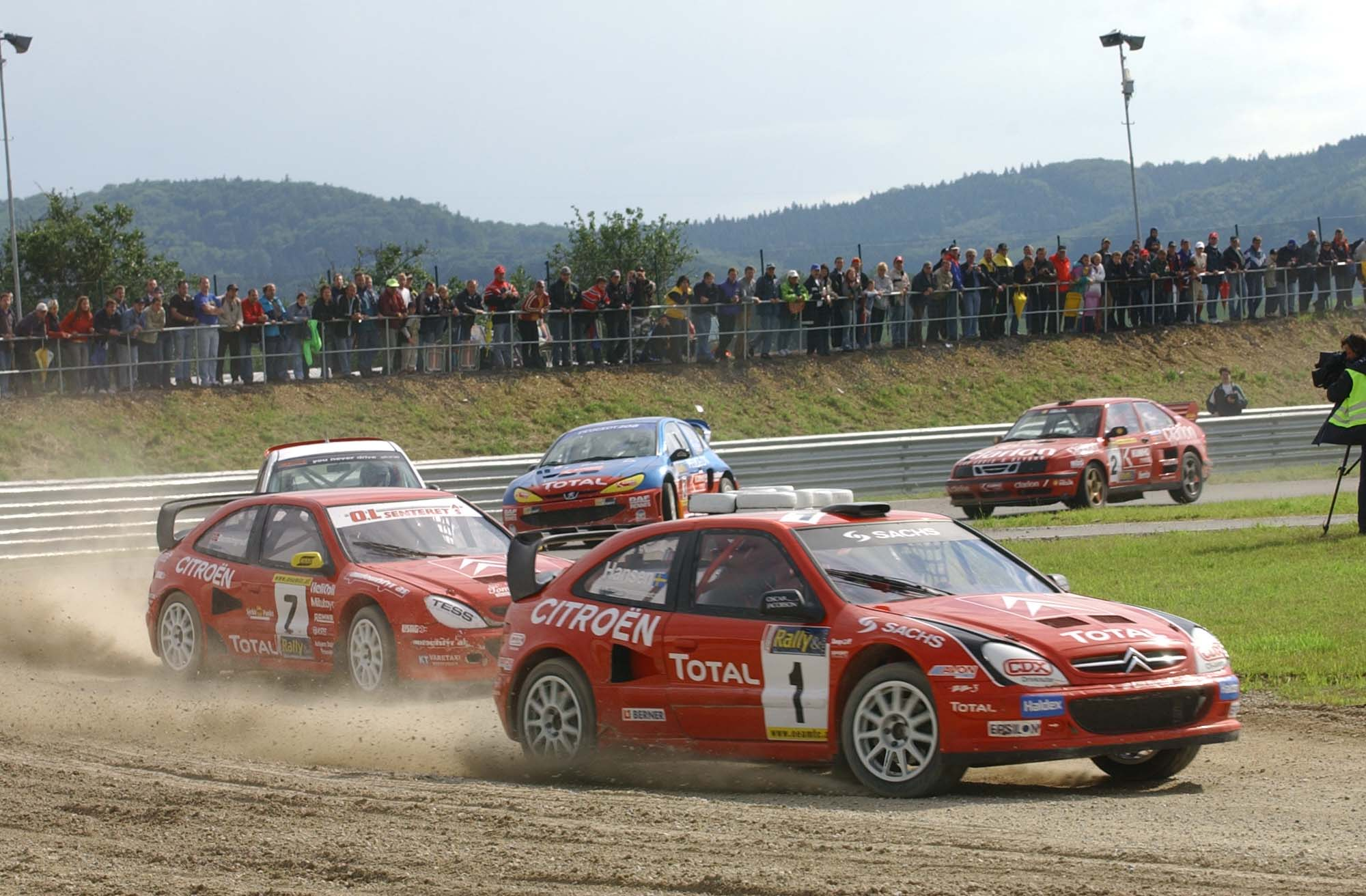
Rallycross

Rallycross to rodzaj wyścigów samochodowych rozgrywanych na zamkniętym torze (przeważnie o długości do 1 km), o nawierzchni częściowo asfaltowej, a częściowo szutrowej. Samochody to nieco zmodyfikowane samochody produkcyjne lub specjalne zbudowane samochody wyścigowe, podobne do samochodów rajdowych. Od 1973 roku są organizowane Mistrzostwa Europy w rallycrossie, a w 2014 roku utworzono Mistrzostwa Świata w rallycrossie. W Stanach Zjednoczonych sukces komercyjny w ostatnich latach odniosła seria Global RallyCross Championship.

## Karting

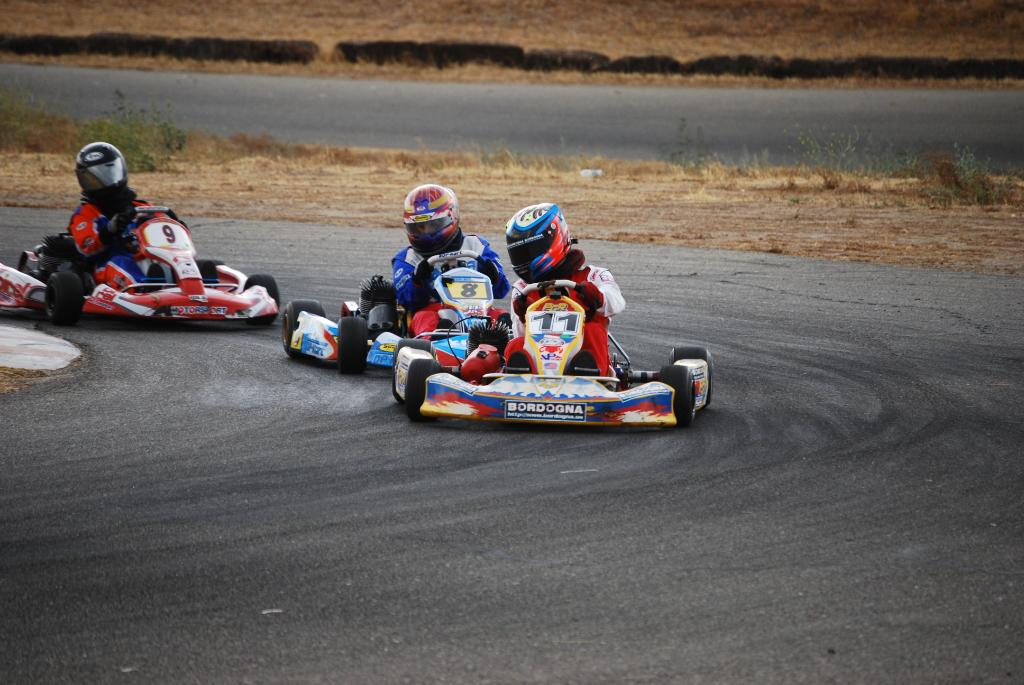
Wyścig kartingowy

Wyścigi kartingowe to wyścigi gokartów rozgrywane na specjalnych torach o nawierzchni bitumicznej, w różnych klasach w zależności od wieku kierowcy i pojemności skokowej silnika. W Polsce, jak i w większości krajów Europy karting można uprawiać wyczynowo już po ukończeniu ośmiu lat. Jest on często traktowany jako najlepsza forma przygotowania do wyścigów samochodowych, ze względu na bezpieczeństwo i stosunkowo niskie koszty uczestnictwa. Jednak wielu kierowców decyduje się na kontynuację kariery w kartingu i starty w licznych mistrzostwach krajowych i ponadkrajowych.

## Wyścigi historyczne

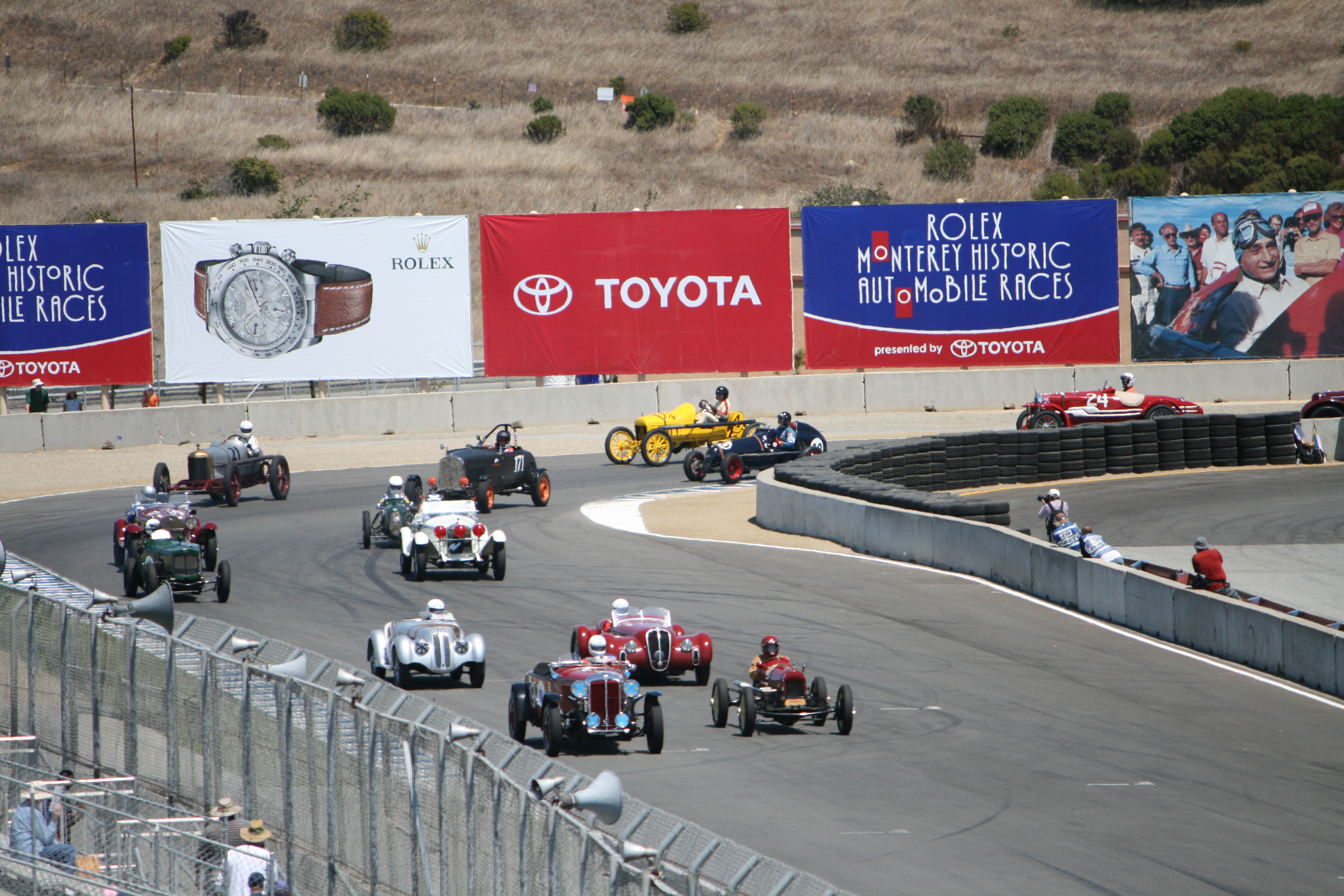
Monterey Historic Automobile Race 2008

Wyścigi historyczne to wyścigi samochodów zbudowanych lub przystosowanych do wyścigów samochodowych w odpowiednio dalekiej przeszłości. Większość takich wyścigów odbywa się na ramach pojedynczych imprez wyścigowych, jak Goodwood Festival of Speed lub Monterey Historic. W 1995 roku została założona Historyczna Formuła 1, której kierowcy biorą udział w kilku wyścigach w sezonie, korzystając z dawnych samochodów Formuły 1.

## Pozostałe kategorie

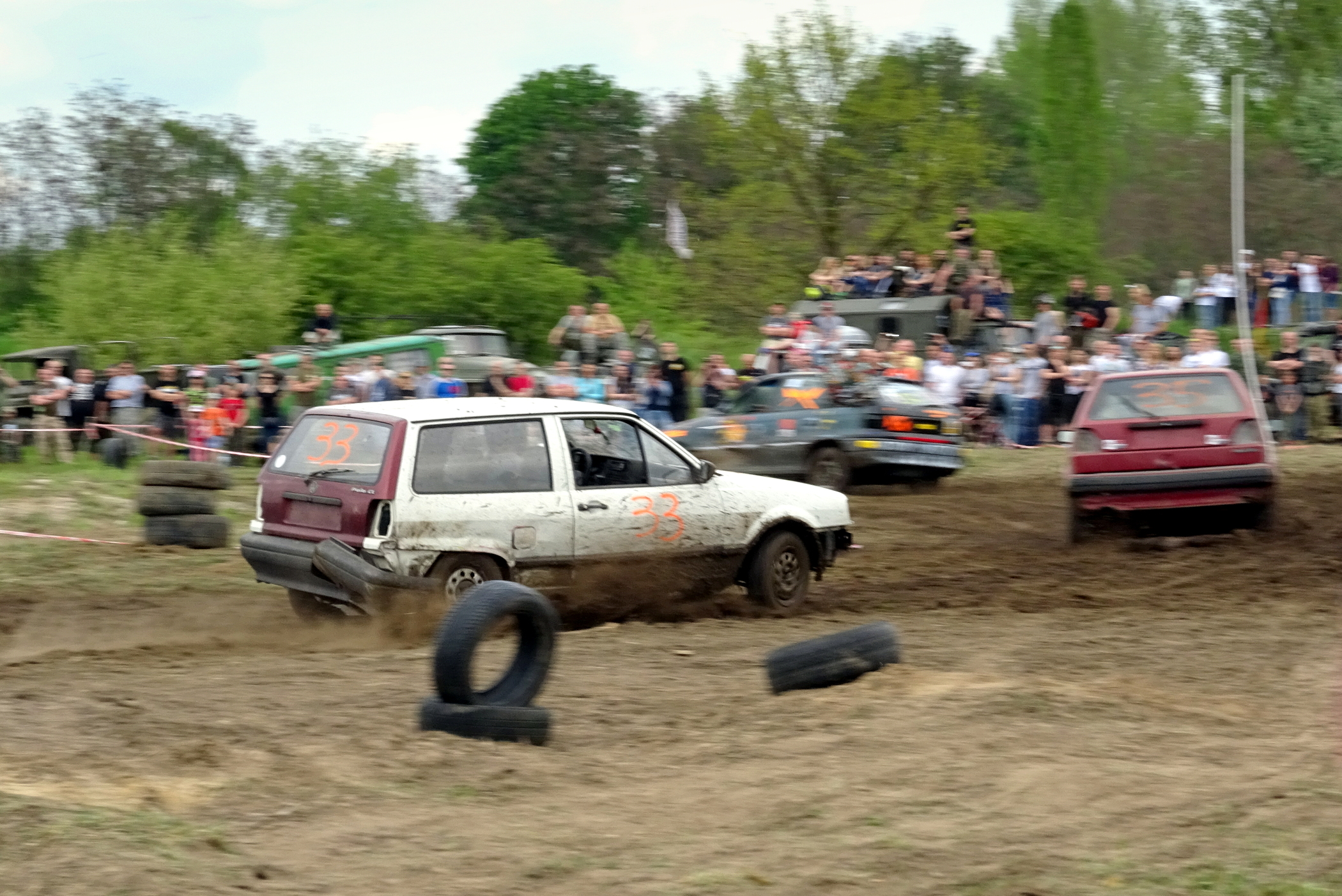
Wrak Race (Polska)

- Autocross – wyścigi na nawierzchni asfaltowej lub betonowej, w którym za przekroczenie wyznaczonych linii toru przyznawane są kary sekundowe.
- Autograss – wyścigi na nawierzchni ziemnej lub trawiastej, najczęściej na owalnym torze o długości 1 mili. Organizowany głównie w Wielkiej Brytanii.
- Banger racing – zawody polegające na niszczeniu pozostałych wozów poprzez zderzanie się z nimi. Zwycięzcą zostaje ten samochód, który został najmniej uszkodzony, bądź jako jedyny jest sprawny na arenie. Odbywają się w Europie.
- Demolition derby – zawody polegające na niszczeniu pozostałych wozów poprzez zderzanie się z nimi. Zwycięzcą zostaje ten samochód, który został najmniej uszkodzony, bądź jako jedyny jest sprawny na arenie. Odbywają się w Stanach Zjednoczonych.
- Dirt track racing – wyścigi na nawierzchni żwirowej lub asfaltowej owalnego toru.
- Drag Racing – wyścigi na prostej z ustalonej linii startu do ustalonej linii mety o ustalonej długości.
- Drifting – zawody polegające na jak najlepszym wykonaniu driftu. Oceniane są prędkość, kąt, widowiskowość i przestrzeganie linii.
- Folkrace – wyścigi na nawierzchni żwirowej lub asfaltowej toru o długości 2400 m. Zawody są podzielone na biegi, w każdym uczestniczy 6 samochodów. Zwycięzca finału jest zwycięzcą wyścigu.
- Midget car racing – wyścigi samochodów Midget, napędzanych 4-cylindrowym silnikiem o bardzo wysokim stosunku mocy do masy. Najczęściej organizowane w Stanach Zjednoczonych, Australii i Nowej Zelandii.
- Monster truck racing – wyścigi samochodów Monster truck zbudowanych na bazie samochodów Pick-up z silnikiem o wysokiej mocy i masywnymi kołami.
- Solar car racing – wyścigi samochodów wykorzystujących energię elektryczną pochodzącą z paneli solarnych pokrywających pojazd.
- Wrak Race – organizowane w Polsce wyścigi terenowe wraków samochodów o wartości nieprzekraczającej 1000 zł., gdzie wygrywa ten kto w pół godziny przejedzie najwięcej okrążeń.
- Wyścigi na lodzie – wyścigi organizowane na torach wyznaczonych na powierzchni zamrożonych jezior. Przykładem jest przedwojenny wyścig o Zimowe Grand Prix Szwecji.